# Giorgio Cisbani
Giorgio Cisbani (Fermo, 16 giugno 1939) è un politico italiano.

## Biografia
Artigiano, esponente del Partito Comunista Italiano, è assessore comunale a Fermo negli anni '70 e poi ancora consigliere comunale fino al 1990. 
Eletto al Senato della Repubblica nelle file del PCI nel 1987. In seguito alla svolta della Bolognina, aderisce al Partito Democratico della Sinistra, termina il proprio mandato parlamentare nel 1992.
Successivamente si avvicina a Rifondazione Comunista, con cui è candidato a sindaco di Fermo nel 2001, ottenendo oltre il 12% dei voti: viene eletto consigliere comunale, restando in carica fino al settembre 2002.
Alla vigilia delle elezioni politiche del 2022 esprime la propria vicinanza alla lista Unione Popolare.

## Opere
- Giorgio Cisbani e Antonella Rita Roscilli, Ho incontrato Lula: da un'idea di padre Alfredo Souza Dorea, Sant'Elpidio a Mare, Grafiche Fioroni, 2011, OCLC 953779054, SBN SIP0380847.[3]